# Bernard Bosanquet
Bernard Bosanquet (Rock Hall, 14 de junio de 1848-Londres, 8 de febrero de 1923), fue un filósofo, historiador de la Estética y teórico político inglés, influyente en materia de políticas sociales a fines del Siglo XIX y principios del XX en el Reino Unido.
Su obra tuvo repercusión, aunque también fue objeto de crítica, sobre varios pensadores, especialmente Bertrand Russell, John Dewey y William James. 

## Resumen biográfico
Se educó en la escuela Harrow y en el Colegio Balliol, en Oxford. Luego de su graduación, fue elegido becario en la Universidad de Oxford, elección que rechazó para dedicarse a la investigación filosófica.Se mudó a Londres en 1881, donde fue miembro activo de la Sociedad Ética de Londres y la Charity Organisation Society. Ambas afiliaciones demostraban ya la ética filosófica de Bosanquet. 
Publicó textos sobre un amplio conjunto de temas, como lógica, metafísica, estética y política. En metafísica es recordado como un representante clave del idealismo absoluto junto a F.H. Bradley, si bien el mismo se refería a estos conceptos como «filosofía especulativa». 
Bosanquet fue uno de los líderes del llamado movimiento neo-hegeliano en el Reino Unido. Recibió fuertes influencias de los antiguos filósofos griegos Platón y Aristóteles, pero también de los filósofos alemanes Hegel y Kant.
Entre sus trabajos más conocidos se encuentran «La teoría filosófica del Estado» (1899) y sus Conferencias Gilford: «El principio de la individualidad» y el valor y «Valor y destino de la individualidad», publicadas en 1912 y 1913 respectivamente.
Fue presidente de la Sociedad Aristotélica entre 1894 y 1898.

## Teoría social idealista
En su Encyclopedia, sección 95, Hegel había escrito sobre «el idealismo de lo finito». Esta oscura frase fue interpretada como una referencia a que «lo que no es finito no es real», porque el ideal es el conocimiento como opuesto de lo que es real. 
Besonquet fue seguidor de Hegel, y el tema central de su idealismo fue que «toda existencia finita trasciende necesariamente a sí misma y toca otras existencias y finalmente al conjunto». De allí que defendía una idea muy cercana a lo que Hegel llamaba «idealismo de lo finito».
La relación entre los finitos individuales y el todo en que ellos viven fue investigada por Bosanquet en su «Teoría filosófica del Estado» (Londres, 1899. En el libro argumenta que «el estado es el individuo real y que las personas son irreales en comparación con él». Pero Bosanquet no pensaba que el Estado tuviera derecho a imponer un control social sobre sus ciudadanos individuales: Por el contrario, él creía que «si la sociedad es orgánica e individual, entonces sus elementos podían cooperar fuera de un organismo centralizado de control, cuya necesidad presupone que la armonía debe ser impuesta sobre algo naturalmente inarmonioso».

## Principales publicaciones
- Knowledge and reality. Crítica de los «Principios de lógica» de F.H. Bradley's (1885)
- Logic or the morphology of knowledge, 2 Tomos (1888)
- A history of aesthetic (1892)
- The philosophical theory of the state (1899)
- The principle of individuality and value. Conferencias Gifford de 1911, editadas en la Universidad de Edimburgo (1912)
- The value and destiny of the individual. Conferencias Gifford de 1912, editadas en la Universidad de Edimburgo (1913)

## Ediciones en español
- Historia de la Estética, trad. de José Rovira Armengol, Buenos Aires, Nova, 1940 (2ª ed. 1949; 1961 y 1970 en B.A., Nueva Visión).